# Paedomastax avinovi
Paedomastax avinovi is een rechtvleugelig insect uit de familie Eumastacidae. De wetenschappelijke naam van deze soort is voor het eerst geldig gepubliceerd in 1914 door Uvarov.